# Пьер Чанг
Доктор Пьер Чанг (англ. Dr. Pierre Chang) — один из второстепенных героев[a] американского телесериала канала ABC «Остаться в живых», роль которого исполнил Франсуа Шо. Чанг — один из учёных DHARMA Initiative и отец Майлза Строма. Его первые появления были в видеороликах о станциях проекта DHARMA, которые выжившие находили и просматривали. Он также был известен под псевдонимами Марк Викмунд (англ. Mark Wickmund ), Марвин Кендл (англ. Marvin Candle) и Эдгар Холлиуокс (англ. Edgar Halliwax). После инцидента в пятом сезоне судьба Чанга осталась неизвестной.

## Биография
Доктор Пьер Чанг был членом DHARMA Initiative, у него была жена Лара и маленький сын Майлз. В 1977 году, после того, как другая работница по имени Эми родила, Чанг занял её место, чтобы встретить новых рабочих. Среди новичков оказываются выжившие из 2008 года, которые попали в прошлое из-за временных скачков на острове. В их числе и взрослый сын Чанга — Майлз Стром. Ещё один человек из будущего, Дэниел Фарадей, пытался объяснить доктору Чангу, что Майлз — его сын, но Пьер это отрицал, так как не верил во все эти временные перемещения. Однако Майлз знал, что он его отец. Однажды Хёрли пытался разговорить отца и сына, намекая на то, что им стоит больше общаться, но безуспешно.
Позже один рабочий приводит Чанга на Орхидею, которая находится в стадии строительства. Мужчины под землёй испортили 6 буровых головок, пытаясь просверлить непробиваемую стену. Бригадир говорит Чангу, что за стеной есть пустое пространство, которое они сумели сфотографировать. На распечатке можно увидеть замороженное колесо. Чанг объясняет, что за стеной находится безграничное количество энергии, с помощью которой можно манипулировать временем. Он отдает распоряжение остановить все работы и уходит, натыкаясь на Фарадея, одетого в форму простого рабочего. («Потому что вы уплыли», 1-я серия 5-го сезона)
Фарадей нагоняет его и просит эвакуировать всех людей с Острова в ближайшее время. Он говорит, что вскоре на строящейся станции «Лебедь» из-за бурового механизма рабочие Дхармы высвободят энергию в 30.000 раз превышающую найденную на станции «Орхидея». Чанг отказался верить ему и тогда Фарадей признался, что прибыл из будущего. В качестве доказательства он привел уравнения из своего дневника, а также то что Майлз — это взрослый сын Пьера. Майлз не стал подтверждать эту информацию и доктор Чанг уехал. («Переменная»)
Позже Пьер Чанг увидел как Хёрли, Майлз и Джин скрываются в джунглях и подошел к ним. Он спросил, действительно ли они прибыли из будущего. Херли уверил его что это бессмыслица. Однако Чанг стал проверять его, спрашивая о годе рождения, прошедшей Корейской войне и президенте США в настоящее время. Херли не смог правильно ответить на вопросы и признался о том, что они из будущего. Чанг понимает что Майлз действительно его сын, что Майлз в итоге подтверждает. Тогда Пьер Чанг решает, что людей действительно необходимо эвакуировать с Острова.
Он отправился в бараки, где увидел как Гораций пытает Сойера и Джульет. Чанг рассказал им о своем намерении остановить бурение на станции Лебедь и эвакуировать всех с Острова. Радзинский, находившийся там, сказал, что не в его компетенции отменять работы на «Лебеде» и бурение продолжится. На подводную же лодку начинают собирать женщин и детей. Пьер Чанг распорядился, чтобы и его жена с ребенком покинули Остров. Лара не была рада внезапному отъезду, много лет спустя она рассказала Майлзу, что его отец бросил их.
После отправления подводной лодки, Пьер Чанг отправился на строящуюся станцию «Лебедь», чтобы все-таки попытаться остановить бурение. Радзинский также прибыл на станцию и распорядился, чтобы работы продолжались несмотря ни на что. Когда буровая установка сильно нагрелась, Чанг отключил её. Однако Радзинский незамедлительно включил её вновь со словами, что у них достаточно воды, чтобы охладить буровую установку при необходимости. Обеспокоенный Чанг продолжает следить за бурением и показателями механизмов, которые показывают некие всплески энергии.
Вскоре на строящуюся станцию пробирается Джек с водородной бомбой. Люди Радзинского его замечают и начинается перестрелка. На сторону Джека встают Кейт, Джульет, Майлз и Сойер. Пьер Чанг также принимает участие в перестрелке, схватив пистолет Радзинского и угрожая ему. После чего Пьер решил наконец выключить буровую установку, но не смог. Бур наткнулся на скопление энергии под землей и вышел из-под контроля. Все металлические предметы вдруг стали притягиваться в образовавшийся от бурения колодец. Сама буровая установка начала деформироваться и придавила руку Чанга. Майлз, подбежавший к отцу, помог ему выбраться и сказал, чтобы он бежал как можно дальше от станции. («Инцидент»)

### После смерти
В жизни после смерти Чанг работает в музее естествознания вместе с Шарлоттой Льюис. Он выступает на открытии палеонтологического отдела музея и приветствует с трибуны мецената Хьюго Рейеса, который выделил для этого средства. Чанг называет его человеком года. Также он выступает на благотворительном концерте своего музея и объявляет Дэниела Уидмора в сопровождении группы «Drive Shaft».